# Humberlito Borges
Humberlito Borges Teixeira, meglio noto come solo Borges (Salvador, 5 ottobre 1980), è un ex calciatore brasiliano, di ruolo attaccante.

## Palmarès

### Club

#### Competizioni statali
- Campionato paulista: 1

Santos: 2012
- Campionato Mineiro: 1

Cruzeiro: 2014

#### Competizioni nazionali
- Campionato brasiliano: 4

San Paolo: 2007, 2008
Cruzeiro: 2013, 2014

#### Competizioni internazionali
- Coppa Libertadores: 1

Santos: 2011

### Individuale
- Capocannoniere della J. League 2: 1

2006 (26 gol)
- Capocannoniere del campionato brasiliano: 1

2011 (23 gol)